# Carl Bauditz
Friedrich Carl Bauditz (20. august 1741 på Travendal Slot – 9. april 1816 i Aarhus) var en dansk officer.
Han var født på Travendal, hvor hans fader, Adolph August Bauditz (1696-1763), der var overførster og amtsforvalter i de hertugelige plönske lande, boede. Moderens navn var Cathrine f. Claussen (født 1717). Det var oprindelig bestemt, at han skulle være jurist, og han studerede i den anledning ved gymnasiet i Plön, men under troppesamlingen i Holsten 1758 fik han lyst til militærstanden og blev på hertug Frederik Carls anbefaling ansat som volontær i Livgarden til Fods, hvorfra han overgik til Kronprins Christians – det senere Kongens – Regiment. 1762 deltog han som fænrik i toget til Mecklenburg, blev året efter sekondløjtnant, 1769 premierløjtnant, 1782 kaptajn, 1787 major, 1796 oberstløjtnant og 1803 oberst. 1806 blev han chef for 1. jyske regiment, 1808 generalmajor og afgik efter en tiltagende øjensvaghed fra tjenesten 1816 som generalløjtnant. I 1812, da den danske hovedhær opstilledes på Sjælland for at imødegå Carl Johans ventede angreb, var der betroet ham kommandoen over hærens 2. division, der bevogtede den nordøstlige del af øen.
Bauditz havde et stateligt ydre og var kendt for sin smukke kommandostemme og sin ualmindelig gode hukommelse. Der er fældet mange nedladende bemærkninger over såvel hans karakter som hans duelighed – udtalelser, der dog hidrører fra hans åbenbare fjender, og som ikke på nogen måde kunne godkendes. Han var tværtimod, efter
alt hvad der i øvrigt foreligger, en forstandig, hæderlig og retsindig mand, der bragte orden og fasthed tilbage i det regiment – 1. jyske –, han var sat til at reformere, og som på det tidspunkt, da han overtog kommandoen, efter kronprinsens udsagn var slet og uden disciplin. Men han var streng og nøjeseende i tjenesten, tålte ingen indvending eller modsigelse, var tavs og indesluttet, og det er troligt nok, at han i hvert fald i den første tid har været alt andet end afholdt af sine undergivne ved regimentet. 1813 blev han Ridder af Dannebrog.
Han giftede sig 1772 med Dorothea Sophie Koye (født i Helsingør 14. april 1748, død i Ribe 13. december 1785), en datter af major, senere amtsforvalter på Møn Valentin Koye og Sophie Cathrine f. Ramcken. Bauditz døde i Aarhus 9. april 1816. Han er begravet i Aarhus.